# Trine
Trine (с англ. — «Тройка» или «Триединство») — компьютерная игра для персональных компьютеров и игровых приставок PlayStation 3, PlayStation 4, Wii U и Nintendo Switch, разработанная компанией Frozenbyte.
Trine — игра в жанре платформера и головоломки, в которой игроку для того, чтобы пройти уровень, придётся управлять тремя разными персонажами. Между персонажами и объектами на уровне реализовано полноценное физическое взаимодействие. Игрок может управлять рыцарем Понтием (атака врукопашную), воровкой Зоей (атака на расстоянии) и волшебником Амадеем (небоевой персонаж, который может перемещать объекты с помощью магии или создавать новые).
В игре присутствует кооперативный режим, в котором игроки могут присоединяться к игре в любое время. Для того чтобы преодолевать препятствия, возникающие по ходу развития сюжета, игроки могут объединять свои способности, что облегчает прохождение игры.

## Сюжет
Три главные герои игры
События развиваются в безымянном королевстве, где недавно ушёл из жизни великий правитель. После себя он не оставил наследников, а в результате началась битва самозванцев за трон. Продолжительные сражения разоряли всё государство, наступили ужасные времена для всего народа. Волшебная сила, которая питала энергией эти земли, в один день покарала всех за их ужасные поступки. Из земли поднялись скелеты и стали убивать всех на своём пути, причиняя ещё больший урон королевству. Пока все были заняты сражениями, одна ловкая воровка смогла пробраться в сердце королевства, чтобы выкрасть самый сильный артефакт под названием Trine, но после прикосновения к нему она застыла на месте. Один из волшебников академии почувствовал странную силу, которая влекла его к артефакту. Увидев застывшую воровку, волшебник решил коснуться артефакта тоже. К счастью, все события смог заметить охранник, но волшебная сила так же смогла завладеть его разумом, и он коснулся предмета. Три человека активировали сильное заклинание, которое объединило все три личности в одну, собрав их умения и таланты ради спасения родного королевства.

## Дополнение
Начиная с версии 1.07, у пользователей ПК-версий вместе с патчем добавляется новый полноценный уровень под названием «Path to New Dawn» (с англ. — «Дорога к новой заре»).

## Отзывы критиков
| Сводный рейтинг | Сводный рейтинг | Сводный рейтинг | Сводный рейтинг |
| Издание         | Оценка          | Оценка          | Оценка          |
| Издание         | PC              | PS3             | Wii U           |
| --------------- | --------------- | --------------- | --------------- |
| GameRankings    | 80,75 %         | 82,64 %         | N/A             |
| Metacritic      | 80/100          | 83/100          | 80/100          |

Trine получила положительные отзывы, согласно агрегатору рецензий Metacritic.
Летом 2018 года, благодаря уязвимости в защите Steam Web API, стало известно, что точное количество пользователей сервиса Steam, которые играли в игру хотя бы один раз, составляет 1 604 101 человек.